# Norman Fell
Norman Fell (Philadelphia, 24 maart 1924 - Los Angeles, 14 december 1998) was een Amerikaans acteur in films en tv-series, met als meeste beroemde rol die als verhuurder Mr. Roper in de komedieserie Three's Company en in de spin-off The Ropers.

## Biografie
Norman Fell werd in 1924 geboren in Philadelphia, Pennsylvania, in een Joodse familie. Hij liep school op de Central High School of Philadelphia en studeerde "drama" aan de Temple University nadat hij in het leger had gediend. Fell was eerst getrouwd met Diane Weiss (1961-1973), nadien getrouwd met Karen Weingard (1975-1995) en weer gescheiden. Hij heeft 2 kinderen.
Naast Fells meest bekende tv-werk, speelde hij ook kleinere karakterrollen in verschillende films, zoals in de originele Ocean's 11, It's a Mad, Mad, Mad, Mad World, PT 109, The Graduate, Bullitt en Catch-22 (als Sergeant Towser). Hij verscheen naast Ronald Reagan in Reagans laatste film, The Killers in 1964. Van 1961 tot 1962 speelde hij Meyer Meyer in the tv-serie Ed McBain's 87th Precinct. Van 1977 tot 1979 speelde hij de hoofdrol van moeilijke huisbaas Stanley Roper in de succesrijke sitcom Three's Company. Hij speelde de rol met medehoofdrolspeler Audra Lindley in de rol van zijn vrouw Helen in The Ropers, een spin-off die één jaar op het scherm was.
Fell won een Golden Globe Award voor Best tv-acteur in een bijrol in 1979 voor Three's Company. Hij werd genomineerd voor een Emmy Award voor de dramatische rol als de bokstrainer van Tom Jordache (Nick Nolte) in de miniserie Rich Man, Poor Man. Zijn laatste tv-optreden was een cameo als Mr. Roper in een aflevering van de sitcom Ellen in 1997.
Fell overleed op 14 december 1998 op 74-jarige leeftijd ten gevolge van kanker in Los Angeles en werd begraven op de Joodse begraafplaats Mount Sinai Memorial Park Cemetery in Hollywood Hills.

## Filmografie
| Jaar | Titel                                                      | Rol                                             | Notities                    |
| 1957 | The Violators                                              | Ray                                             |                             |
| 1959 | Pork Chop Hill                                             | Sergt. Coleman                                  |                             |
| 1960 | Inherit the Wind                                           | WGN Radio Technicus                             |                             |
| 1960 | The Rat Race                                               | Telefoon hersteller                             |                             |
| 1960 | Ocean's 11                                                 | Peter Rheimer                                   |                             |
| 1963 | PT 109                                                     | Edmund Drewitch                                 |                             |
| 1963 | It's a Mad, Mad, Mad, Mad World                            | Detective                                       |                             |
| 1964 | The Killers                                                | Mickey Farmer                                   |                             |
| 1964 | Quick, Before it Melts                                     | George Snell                                    |                             |
| 1967 | The Young Warriors                                         | Sergt. Wadley                                   |                             |
| 1967 | Fitzwilly                                                  | Oberblatz                                       |                             |
| 1967 | The Graduate                                               | Mr. McCleery                                    |                             |
| 1968 | Sergeant Ryker                                             | Sergt. Max Winkler                              |                             |
| 1968 | The Secret War of Harry Frigg                              | Kapitein Stanley                                |                             |
| 1968 | The Young Runaways                                         | Mr. Donford                                     |                             |
| 1968 | Bullitt                                                    | Kapitein Baker                                  |                             |
| 1969 | If It's Tuesday, This Must Be Belgium                      | Harve Blakely                                   |                             |
| 1970 | Catch-22                                                   | 1e Sergt. Towser                                |                             |
| 1970 | The Boatniks                                               | Max                                             |                             |
| 1973 | The Stone Killer                                           | Luit. Les Daniels, kapitein van detectiven LAPD |                             |
| 1973 | Charley Varrick                                            | Mr. Garfinkle                                   |                             |
| 1974 | Airport 1975                                               | Bill                                            |                             |
| 1976 | Guardian of the Wilderness                                 | ?                                               |                             |
| 1977 | The Life And Times Of Grizzly Adams- The Redemption of Ben | Mitch Morgan                                    |                             |
| 1978 | Rabbit Test                                                | Segoynia's vader                                |                             |
| 1978 | The End                                                    | Dr. Samuel Krugman                              |                             |
| 1981 | On the Right Track                                         | De burgemeester                                 |                             |
| 1981 | Heartbreak High                                            | Jack McGuire                                    |                             |
| 1981 | Crunch                                                     | ?                                               |                             |
| 1981 | Paternity                                                  | Larry                                           |                             |
| 1985 | Transylvania 6-5000                                        | Mac Turner                                      |                             |
| 1989 | C.H.U.D. II: Bud the C.H.U.D.                              | Tyler                                           |                             |
| 1990 | You're Driving Me Crazy                                    | Dokter 'F'                                      |                             |
| 1991 | The Boneyard                                               | Shepard                                         | Direct op video uitgebracht |
| 1991 | With Friends Like These...                                 | Verteller                                       | Direct op video uitgebracht |
| 1991 | For the Boys                                               | Sam Schiff                                      |                             |
| 1992 | The Naked Truth                                            | De tandarts                                     |                             |
| 1993 | Hexed                                                      | Herschel Levine                                 |                             |
| 1995 | Beach House                                                | De huisbaas                                     |                             |
| 1996 | The Destiny of Marty Fine                                  | Daryl                                           |                             |

## Televisie
| Jaar             | Titel                                   | Rol                                 | Notities                                                                                      |
| 1997             | Ellen                                   | Mr. Roper                           | Aflevering: Roommates                                                                         |
| 1996             | The Naked Truth (tv-serie)              | Zichzelf                            | Aflevering: Bully for Dave                                                                    |
| 1995             | Family Reunion: A Relative Nightmare    | Grootvader Joe Dooley               | tv-film                                                                                       |
| 1994             | The Fresh Prince of Bel-Air             | Verhuurder                          | Aflevering: What's Will Got to Do With It?                                                    |
| 1993             | Flying Blind                            | Werknemer #2                        | Aflevering: Panic in Neil's Park                                                              |
| 1990             | Good Grief                              | Slezar                              | Aflevering: The Good, the Bad and the Mariachis                                               |
| 1989             | The Super Mario Bros. Super Show!       | Fred Van Winkle Ted Bull            | Aflevering: Fred Van Winkle Aflevering: Texas Tea                                             |
| 1989             | Hooperman                               | Pete Cosgrove, buikspreker          | Aflevering: Dog Day Afternoon, Morning and Night                                              |
| 1989             | The Boys                                | Dave                                |                                                                                               |
| 1985, 1988       | Murder, She Wrote                       | Vince Shackman Lt. Rupp             | Aflevering: Dead Heat Aflevering: Just Another Fish Story                                     |
| 1987             | Sledge Hammer!                          | ?                                   | Aflevering: They Call Me Mr. Trunk                                                            |
| 1987             | Out of This World                       | Dr. Hauser                          | Aflevering: The Nightmare                                                                     |
| 1987             | Matlock                                 | Dr. Norman Radburn                  | Aflevering: The Doctors                                                                       |
| 1987             | Magnum, P.I.                            | David Albertson                     | Aflevering: Solo Flight                                                                       |
| 1985, 1986       | Crazy Like a Fox                        | ?                                   | Aflevering: Some Day My Prints Will Come Aflevering: A Fox at the Races                       |
| 1986             | The New Twilight Zone                   | Eddie O'Hara                        | Aflevering: The Convict's Piano                                                               |
| 1986             | Webster                                 | Charlie                             | Aflevering: Almost Home                                                                       |
| 1985             | Simon & Simon                           | Leo Nyquist                         | Aflevering: Facets                                                                            |
| 1984             | The Jesse Owens Story                   | Marty Forkins                       | tv-film                                                                                       |
| 1983             | Uncommon Valor                          | Garvin                              | tv-film                                                                                       |
| 1982             | Matt Houston                            | Herman                              | Aflevering: Joey's Here                                                                       |
| 1982             | Teachers Only                           | Ben Cooper                          |                                                                                               |
| 1976–1981        | Three's Company                         | Stanley Roper                       | Golden Globe Award                                                                            |
| 1979–1980        | The Ropers                              | Stanley Roper                       |                                                                                               |
| 1980             | For the Love of It                      | Hall                                | tv-film                                                                                       |
| 1980             | This Year's Blonde                      | Pat Toledo                          | tv-film                                                                                       |
| 1980             | Getting There                           | Jim                                 | tv-film                                                                                       |
| 1979             | Roots: The Next Generations             | Bernie Raymond                      | Mini-Series                                                                                   |
| 1978             | The Love Boat                           | Mr. McCoy, Julie's vader            | Aflevering: Julie's Dilemma/Who's Who/Rocky                                                   |
| 1974, 1977       | Police Story                            | Sergt. Dell Luit. Alfred Thornwood  | Aflevering: Wolf Aflevering: One of Our Cops is Crazy                                         |
| 1977             | Charlie's Angels                        | Sammy                               | Aflevering: Angels in Paradise                                                                |
| 1977             | The Life and Times of Grizzly Adams     | ?                                   | Aflevering: The Redemption of Ben                                                             |
| 1976             | Executive Suite                         | Bernie                              | Aflevering: Re-The Sounds of Silence                                                          |
| 1976             | Switch                                  | ?                                   | Aflevering: Gaffing the Skim                                                                  |
| 1976             | Richie Brockelman: The Missing 24 Hours | Mr. Brockelman                      | tv-film                                                                                       |
| 1976             | The Streets of San Francisco            | Jurylid                             | Aflevering: The Thrill Killers (1) Aflevering: The Thrill Killers (2)                         |
| 1976             | The Bionic Woman                        | Milt Bigelow                        | Aflevering: In This Corner, Jaime Sommers                                                     |
| 1976             | Risko                                   | Max                                 | Unsold TV-Pilot                                                                               |
| 1976             | Ellery Queen                            | Errol Keyes                         | Aflevering: The Adventure of the Tyrant of Tin Pan Alley                                      |
| 1976             | Rich Man, Poor Man                      | Smitty                              | Mini-Series Emmy Award (nominated)                                                            |
| 1975             | Starsky and Hutch                       | Sammy Grovner                       | Aflevering: Shootout                                                                          |
| 1975             | Cannon                                  | Politie Luitenant                   | Aflevering: The Games Children Play                                                           |
| 1975             | Rhoda                                   | Dr. Henry Gerber                    | Aflevering: Chest Pains (1974-75) Aflevering: Ida’s Doctor (1975-76)                          |
| 1975             | Lucas Tanner                            | Abe Lydecker                        | Aflevering: The Noise of a Quiet Weekend                                                      |
| 1975             | McMillan & Wife                         | Allan Kovacs                        | Aflevering: Love, Honor and Swindle                                                           |
| 1975             | Death Stalk                             | Frank Cody                          | tv-film                                                                                       |
| 1974             | Thursday's Game                         | Melvin Leonard                      | tv-film                                                                                       |
| 1974             | Medical Center                          | Frank                               | Aflevering: The World's Balloon                                                               |
| 1973             | Griff                                   | ?                                   | Aflevering: Hammerlock                                                                        |
| 1973             | Needles and Pins                        | Nathan Davidson                     |                                                                                               |
| 1973             | Going Places                            | Mr. Shaw                            | tv-film                                                                                       |
| 1973             | Marcus Welby, M.D.                      | ?                                   | Aflevering: Catch a Ring That Isn't There                                                     |
| 1969, 1972       | Love, American Style                    | ?                                   | Segment: Love and the Good Deal Segment: Love and the Clinic                                  |
| 1972             | McCloud                                 | Luit. Ed Feldman                    | Aflevering: The Park Avenue Rustlers                                                          |
| 1972             | The Heist                               | Pat Dillon                          | tv-film                                                                                       |
| 1972             | O'Hara, U.S. Treasury                   | Leo Walsh                           | Aflevering: Operation - Smokescreen                                                           |
| 1970–1971        | Dan August                              | Sergt. Charles Wilentz              |                                                                                               |
| 1971             | The Partridge Family                    | Mr. Bruner                          | Aflevering: The Undergraduate                                                                 |
| 1970             | Double Jeopardy                         | Sergt. Charles Wilentz              | tv-film                                                                                       |
| 1967, 1969       | Ironside                                | Kapitein Lauren Luit. Haines        | Aflevering: An Inside Job Aflevering: Seeing Is Believing                                     |
| 1965, 1968, 1969 | The F.B.I.                              | Ted Cullinan Ken Haney Victor Green | Aflevering: All the Streets Are Silent Aflevering: The Mercenary Aflevering: The Catalyst     |
| 1969             | Three-s a Crowd                         | Norman, de lift bediende            | tv-film                                                                                       |
| 1969             | The Name of the Game                    | Winston Polk                        | Aflevering: A Hard Case of the Blues                                                          |
| 1968             | Judd, for the Defense                   | Harry Green                         | Aflevering: The Sound of the Plastic Axe                                                      |
| 1968             | That Girl                               | Bernie                              | Aflevering: Sixty-Five on the Aisle                                                           |
| 1967             | Mannix                                  | Daniel Brewer                       | Aflevering: Coffin for a Clown                                                                |
| 1967             | I Spy                                   | Karin                               | Aflevering: The Medarra Block                                                                 |
| 1967             | Ghostbreakers                           | Luit. P.J. Hartunain                | TV Pilot                                                                                      |
| 1967             | The Invaders                            | Neal Taft                           | Aflevering: The Betrayed                                                                      |
| 1964, 1966       | Twelve O'Clock High                     | Luit. Canello                       | Aflevering: An Act of War Aflevering: The All-American                                        |
| 1966             | Bewitched                               | Dr. Freud                           | Aflevering: I'd Rather Twitch Than Fight                                                      |
| 1966             | Bob Hope Presents the Chrysler Theatre  | Eddie Carr                          | Aflevering: Dear Deductible                                                                   |
| 1966             | A Man Called Shenandoah                 | Kapitein Arnold Dudley              | Aflevering: Muted Fifes, Muffled Drums                                                        |
| 1966             | The Man from U.N.C.L.E.                 | Mark Slate                          | Aflevering: The Moonglow Affair                                                               |
| 1966             | The Wild Wild West                      | Jeremiah Ratch                      | Aflevering: The Night of the Whirring Death                                                   |
| 1964, 1965       | Ben Casey                               | Arnold Halbert Manny Berger         | Aflevering: I'll Get on My Ice Floe and Wave Goodbye Aflevering: Where Does the Boomerang Go? |
| 1965             | The Fugitive                            | Luit. Germak Luit. Green            | Aflevering: May God Have Mercy Aflevering: Stranger in the Mirror                             |
| 1965             | Dr. Kildare                             | Dr. Keith Myers Arnold Vitnack      |                                                                                               |
| 1965             | The Trials of O'Brien                   | Mickey the Miser                    | Aflevering: How Do You Get to Carnegie Hall?                                                  |
| 1965             | Mr. Novak                               | Barney Sanders                      | Aflevering: And Then I Wrote...                                                               |
| 1964             | The Hanged Man                          | Gaylord Grebb                       | tv-film                                                                                       |
| 1964             | The Defenders                           | George Capp                         | Aflevering: Moment of Truth                                                                   |
| 1963             | The Alfred Hitchcock Hour               | Al Norman                           | Aflevering: The Dividing Wall                                                                 |
| 1963             | East Side/West Side                     | Eddie Best                          | Aflevering: Not Bad for Openers                                                               |
| 1963             | Kraft Suspense Theatre                  | Sergt. Max Winkler                  | Aflevering: The Case Against Paul Ryker (1) Aflevering: The Case Against Paul Ryker (2)       |
| 1963             | The Dick Powell Show                    | Dr. Joseph Greer                    | Aflevering: The Last of the Big Spenders                                                      |
| 1963             | The Lloyd Bridges Show                  | ?                                   | Aflevering: Gym in January Aflevering: Sheridan Square                                        |
| 1963             | The Eleventh Hour                       | Lionel                              | Aflevering: Five Moments Out of Time                                                          |
| 1961, 1962       | 87th Precinct                           | Detective Meyer Meyer               | Aflevering: The Floater Aflevering: Man in a Jam                                              |
| 1962             | Sam Benedict                            | Alex McConnell                      | Aflevering: Where There's a Will                                                              |
| 1961             | Cain's Hundred                          | Driscoll                            | Aflevering: Cain's Final Judgement                                                            |
| 1961             | Checkmate                               | Shep Stryker                        | Aflevering: Hot Wind in a Cold Town                                                           |
| 1961             | The Many Loves of Dobie Gillis          | Cole                                | Aflevering: Be It Ever So Humble                                                              |
| 1961             | The Aquanauts                           | Oliver Pappas                       | Aflevering: The Rainbow Adventure                                                             |
| 1961             | Peter Gunn                              | Danny Barber                        | Aflevering: A Kill and a Half                                                                 |
| 1961             | The Tab Hunter Show                     | Emory Farnsworth                    | Aflevering: Me and My Shadow                                                                  |
| 1961             | The Law and Mr. Jones                   | Fred Cook                           | Aflevering: Lethal Weapons                                                                    |
| 1960             | The Tom Ewell Show                      | ?                                   | Aflevering: Salesmanship Lesson                                                               |
| 1960             | The Untouchables                        | Reiner                              | Aflevering: The Rusty Heller Story                                                            |
| 1960             | Perry Mason                             | Caspar Pedley                       | Aflevering: The Case of the Mythical Monkeys                                                  |
| 1960             | Johnny Staccato                         | Bill Lentz                          | Aflevering: The Man in the Pit                                                                |
| 1959             | Hallmark Hall of Fame                   | Wint Selby                          | Aflevering: Ah, Wilderness!                                                                   |
| 1956             | The United States Steel Hour            | Detective                           | Aflevering: Hunted                                                                            |
| 1956             | Playwrights '56                         | Nick Zervas                         | Aflevering: Nick and Letty                                                                    |
| 1956             | Star Tonight                            | Sharp                               | Aflevering: Faith and Patience                                                                |
| 1956             | The Alcoa Hour                          | Marvie                              | Aflevering: Finkle's Comet                                                                    |
| 1955             | Joe & Mabel                             | Mike                                |                                                                                               |
| 1954             | The Elgin Hour                          | Morton                              | Aflevering: Hearts and Hollywood                                                              |
| 1954             | Westinghouse Studio One                 | Jurylid #1                          | Aflevering: Twelve Angry Men                                                                  |
| 1954             | The Philco Television Playhouse         | ?                                   | Aflevering: Miss Look-Alike                                                                   |
| 1954             | Goodyear Television Playhouse           | ?                                   | Aflevering: The Huntress                                                                      |